# Wigginton (Hertfordshire)
Wigginton è un villaggio e parrocchia civile dell'Inghilterra, appartenente alla contea dell'Hertfordshire.